# Wolfgang Heimlich
Wolfgang Heimlich (* 1. März 1917 in Rauschwitz, Landkreis Glatz; † unbekannt) war ein deutscher Schwimmer.
Er nahm an den Olympischen Sommerspielen 1936 teil. Er startete nur in der 4 × 200-m-Freistilstaffel, wo er zusammen mit Werner Plath, Hermann Heibel und Helmut Fischer den fünften Rang belegte. Zwei Jahre später konnte er mit der deutschen 4 × 200-m-Freistilstaffel bei den Europameisterschaften in London die Goldmedaille gewinnen.